# Broich-Speldorfer Wald

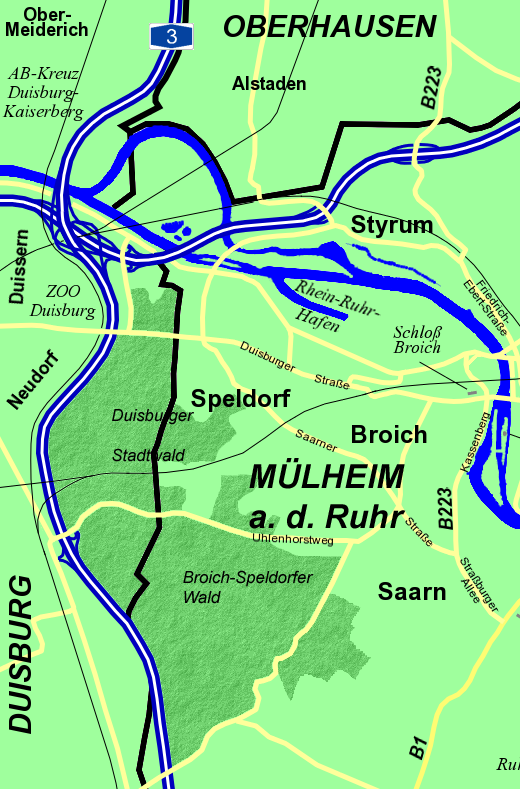
Der Wald zwischen Duisburg und Mülheim

Der Broich-Speldorfer Wald ist der auf Mülheimer Gebiet befindliche Teil eines insgesamt etwa 39 km² großen zusammenhängenden Waldgebietes zwischen den Städten Duisburg, Mülheim an der Ruhr, Ratingen und Düsseldorf. Zum größten Teil befindet er sich im Besitz der Stadt Mülheim und gehört zusammen mit der Lintorfer Mark zu einem ca. 900 ha großen Landschaftsschutzgebiet mit forstwirtschaftlicher Nutzung, das hauptsächlich aber mit seinem engen Wegenetz – zusammen mit dem Duisburger Stadtwald – der Naherholung dient. 
Der Bereich eines mäandrierenden Baches (Wambach), der das Waldgebiet von Nordosten nach Südwesten durchfließt und in einen durch Abgrabung entstandenen See, den Entenfang,  mündet, ist als Naturschutzgebiet ausgewiesen.

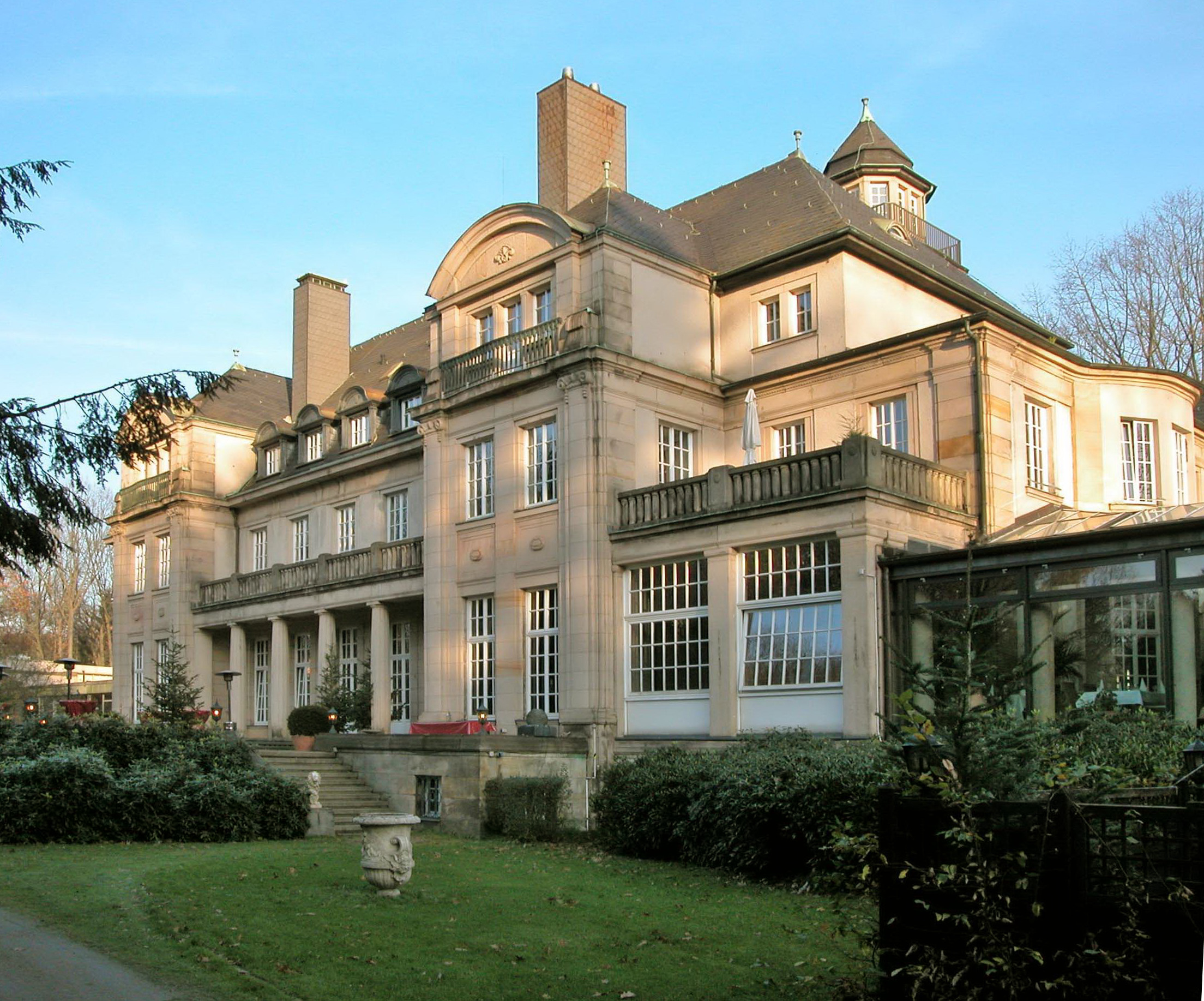
Residenz Uhlenhorst, bis 2003 „Haus der Begegnung“

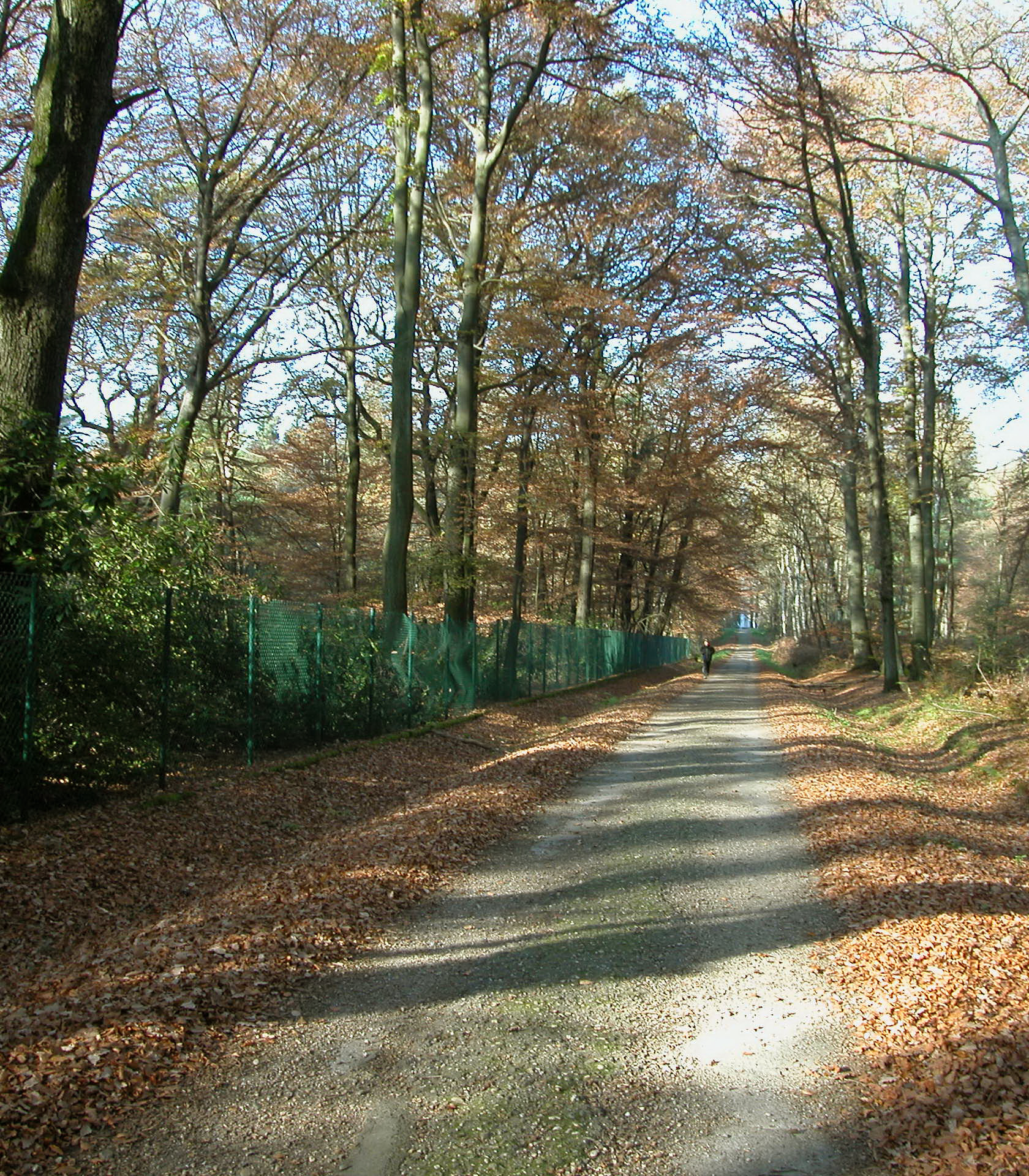
Markenstraße im Broich-Speldorfer Wald

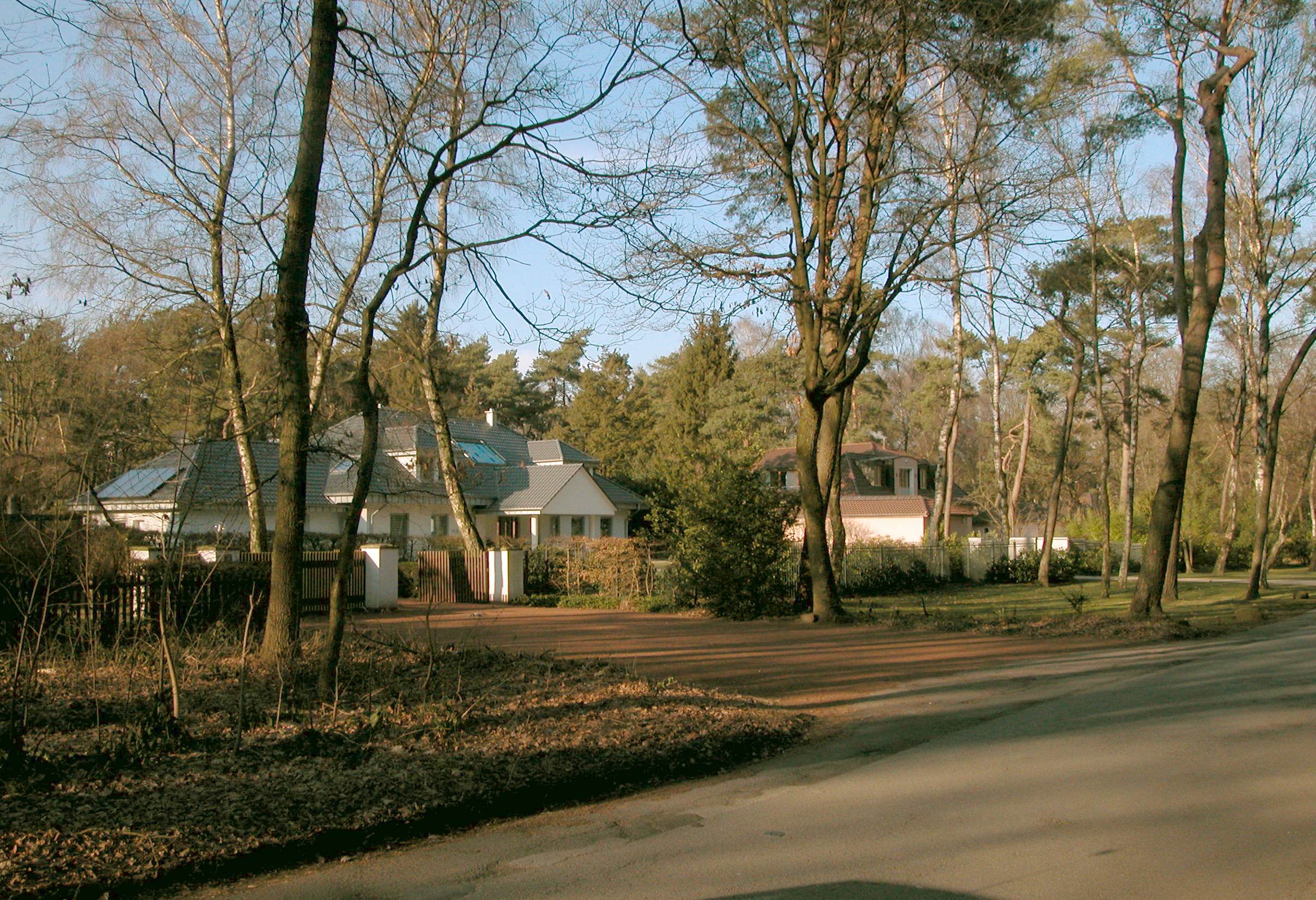
Villen im Uhlenhorst, Tannenstraße

## Merkmale
Die Merkmale wie Lage, Botanik, Geologie und Geschichte entsprechen im Wesentlichen denen des Duisburger Stadtwaldes und sind dort ausführlich beschrieben. 
Wie dieser wird auch der Broich-Speldorfer Wald von einigen, zum Teil denselben stark befahrenen Verkehrswegen durchschnitten. Dies sind die Duisburger Straße im Norden, die Autobahn A3 im Südwesten und in der Mitte von Westen nach Osten der Uhlenhorstweg, der neben der Duisburger Straße eine wichtige direkte Straßenverbindung zwischen den Zentren von Mülheim und Duisburg darstellt. Daneben sind noch zu nennen der Worringer Reitweg und die Großenbaumer Straße, die ebenfalls nach Duisburg führen. 
Längs des Uhlenhorstweges und der Großenbaumer Straße befinden sich parkartig angelegte  Privatgrundstücke mit Unternehmervillen, die Anfang des vorigen Jahrhunderts im Rahmen eines Siedlungsprojektes „Broich-Speldorfer Gartenstadt AG“ (Mindestgröße eines Grundstücks 12.500 m²) von Industriellen angelegt wurden. Hierzu gehören eine von Kommerzienrat Küchen, einem Enkel von Mathias Stinnes, erbaute Villa, die heute mit dem Namen „Residenz Uhlenhorst“ als Hotel und Restaurant betrieben wird; der „Streithof“ wurde 1907 von Emil Kirdorf errichtet, mit wechselnden Nutzungen, heute im Besitz eines Duisburger Privatinstitutes; und die „Villa Anita“, 1912 von Fritz Thyssen erbaut, 1973 bis 1999 im Besitz der Familie Grillo, heute als  „Villenpark Uhlenhorst“ in mehrere Einzelwohnungen aufgeteilt. Im westlichen Teil des Uhlenhorstweges befinden sich die Sportanlagen des HTC Uhlenhorst. Den Uhlenhorstweg entlang nach Westen verläuft auf einem eigenen Gleiskörper die Straßenbahnlinie 102 circa 900 m weit bis zu der früheren Gaststätte Uhlenhorst, die im Krieg zerstört und nicht wieder aufgebaut wurde.

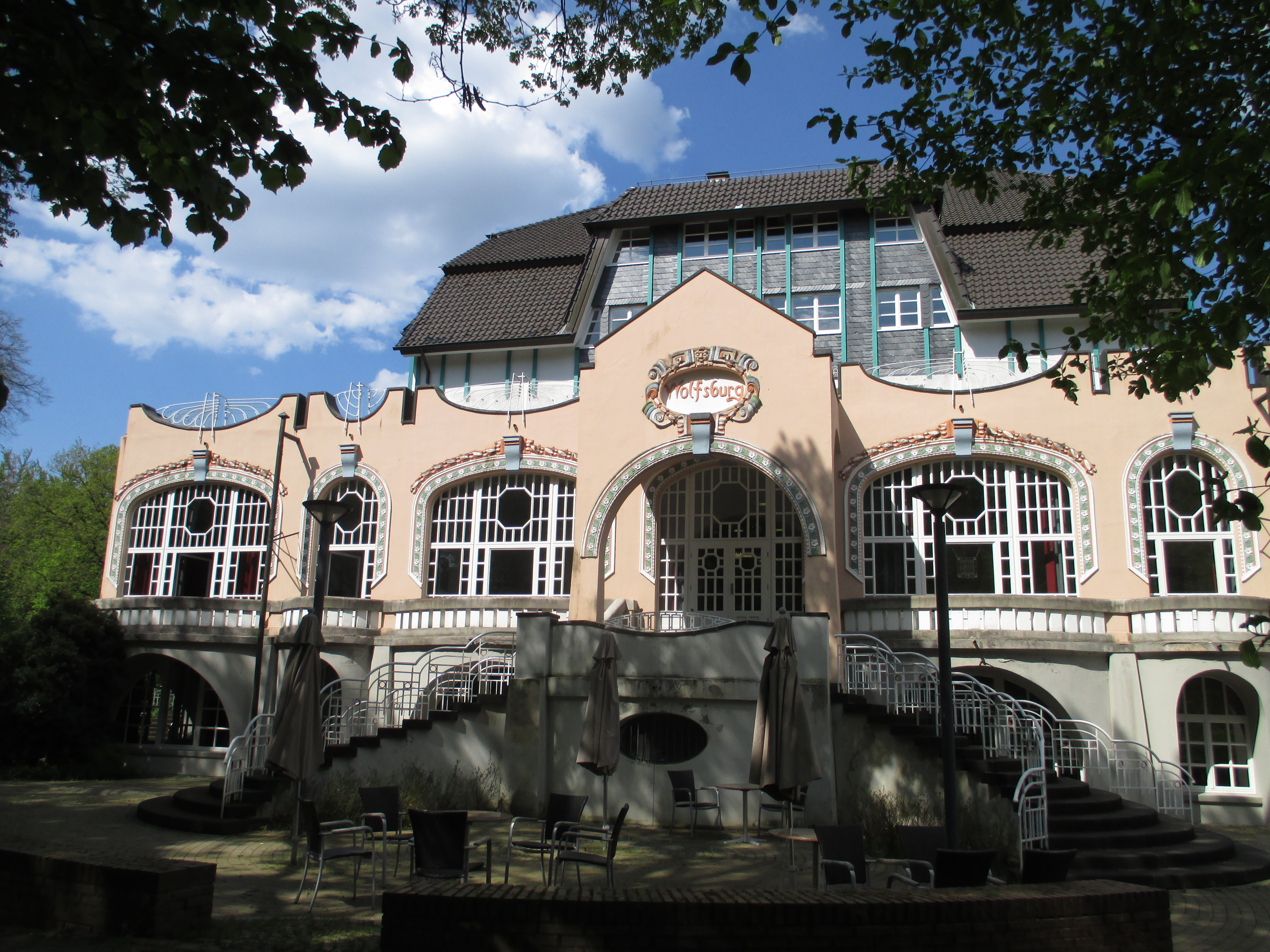
Katholische Akademie Wolfsburg

Im Norden gegenüber Haus Hartenfels befindet sich die Wolfsburg, eine weitere bekannte Villa. Zunächst ab 1906 beliebtes Ausflugslokal, war sie mit Beginn des Luftkrieges zeitweise Sitz der 4. Flak-Division mit Gefechtsstand (Deckname „Drossel“). Heute beherbergt das imposante Gebäude eine katholische Akademie.